# Kazuki Yamaguchi (fotbollsspelare född 1986)
Kazuki Yamaguchi (山口 和樹 Yamaguchi Kazuki?), född 7 oktober 1986 i Fukuoka prefektur, är en japansk fotbollsspelare.
Yamaguchi började sin karriär 2009 i Avispa Fukuoka. Han spelade 50 ligamatcher för klubben. Han avslutade karriären 2014.